# Tadeusz Myszkowski
Franciszek Tadeusz Myszkowski (ur. 25 września 1912 w Zakopanem, zm. w 1980) – polski malarz, grafik, karykaturzysta oraz więzień niemieckich obozów koncentracyjnych Auschwitz i Ravensbrück.

## Życiorys
Był synem Jana i Bronisławy z d. Sabaczyńskiej. Kształcił się w Szkole Sztuk Zdobniczych i Przemysłu Artystycznego w Krakowie.
Został aresztowany przez Niemców w Zakopanem w 1939 za narysowanie karykatur politycznych – Hitlera i Mussoliniego – eksponowanych przez jego kuzyna, Jana Kowalskiego, w kawiarni „Empire”. Następnie osadzono go w więzieniu w Tarnowie, skąd 14 czerwca 1940 przywieziono do obozu w Auschwitz pierwszym transportem więźniów-Polaków z Tarnowa. Otrzymał nr 593 i status więźnia politycznego. Po odbyciu kwarantanny pracował przy kopaniu rowów kanalizacyjnych. Po koniec 1940 został przydzielony do oddziału krawieckiego, skąd po ok. sześciu tygodniach przeniesiono go do stolarni, gdzie po zorganizowaniu warsztatu rzeźbiarskiego i malarskiego pracował do końca 1943. W tym czasie wraz z innymi więźniami-artystami rozpoczął obozową twórczość plastyczną. Potem już do końca pobytu w Auschwitz pracował w zakładzie fotograficznym Oddziału Politycznego. Jako pracownik warsztatów rzemieślniczych i ekspozytury SS miał w obozie dość swobodny dostęp do materiałów malarskich. Poza tym SS zlecało mu wykonanie obrazów, drzeworytów i rzeźb. W obozie zaangażował się również w działalność ruchu oporu. Przystąpił do Organizacji Wojskowej, utworzonej przez rotmistrza Witolda Pileckiego, której celem było przygotowanie zbrojnego powstania. W październiku 1944 przetransportowano go wraz z innymi więźniami do obozu w miejscowości Barth, gdzie była zlokalizowana filia KL Ravensbrück. W trakcie ewakuacji obozu zbiegł z transportu.
Po wojnie zaangażował się w organizację muzeum na terenie byłego obozu. Pełnił funkcję kierownika działu plastycznego. Był współtwórcą kolekcji artystycznej Działu Zbiorów. Poszukiwał prac artystycznych wykonanych przez więźniów w Auschwitz. W owym czasie tworzył również portrety oraz karykatury esesmanów i współtowarzyszy niedoli. W zbiorach Muzeum Auschwitz-Birkenau znajduje się kilkanaście jego prac, które są ważnym dokumentem historycznym, będącym uzupełnieniem relacji pisemnych i zarejestrowanych wspomnień obozowych.

## Wybrana twórczość

### Malarstwo
- Taniec góralski

### Grafika
- Karykatura Jana „Dziadka” Kowalskiego/Portret Augusta Piccarda (na odwrocie karykatury), 1940
- Portret mężczyzny, 1943
- Muzeum Państwowe – Oświęcim, 1947 – okolicznościowa pocztówka z planem obozu koncentracyjnego Auschwitz, wydana nakładem Państwowego Muzeum w Oświęcimiu[6]

## Uwaga
1. ↑  Jan „Dziadek” Kowalski również został osadzony w KL Auschwitz i przywieziony do obozu pierwszym transportem więźniów-Polaków z Tarnowa[3]. Otrzymał obozowy nr 99.